# Blodplasma

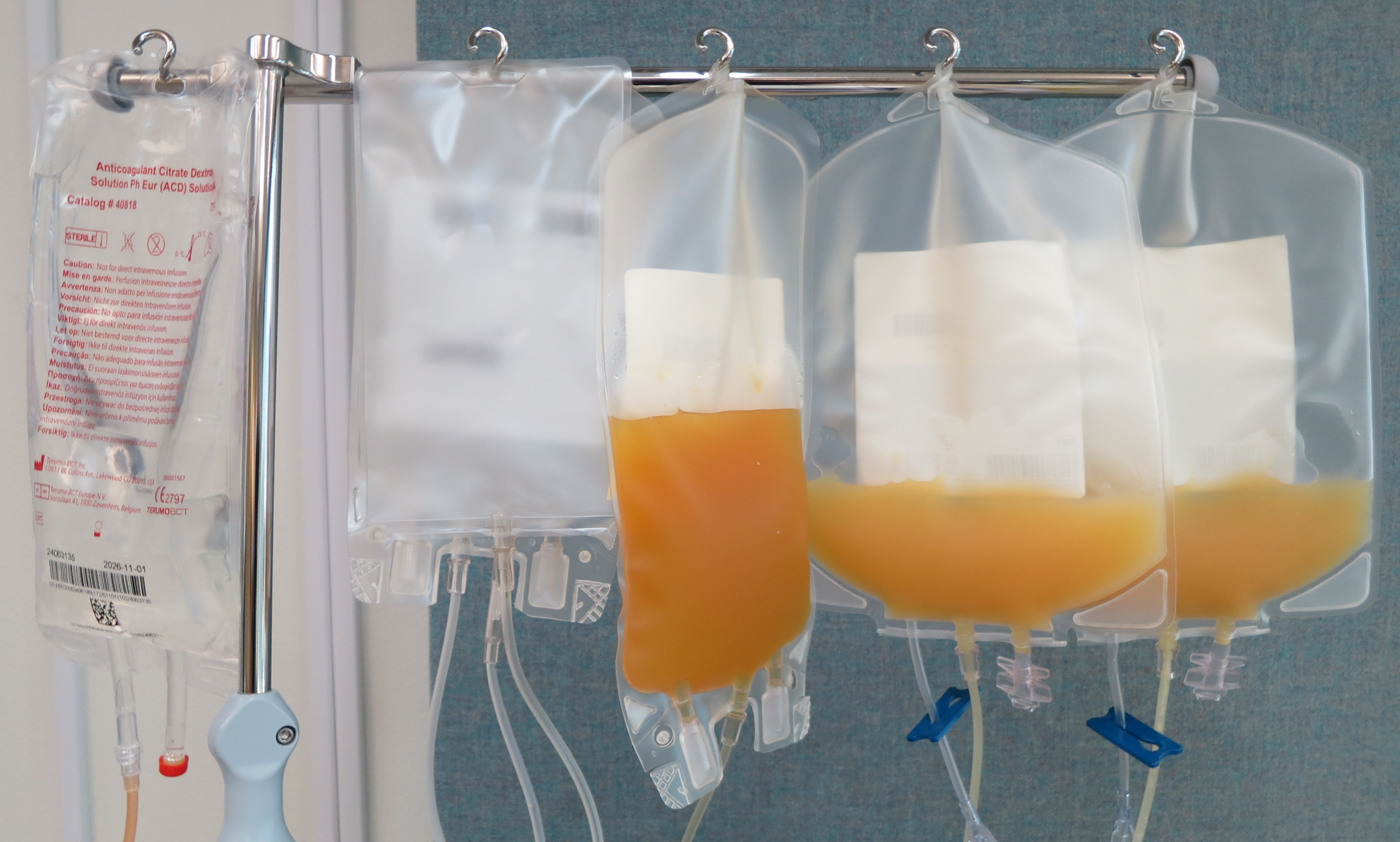
Blodplasma (mitten) samt två enheter blodplättar (höger) extraherade vid trombocytgivning i Sverige

Blodplasma, eller enbart plasma, är det som återstår av blodet när alla celler har avlägsnats utan att blodet har fått koagulera. Volymen plasma i blodet är vanligen störst, följt av röda blodkroppar (cirka 45 procent), en låg volym av vita blodkroppar (< 1 procent), samt blodplättar (en ännu mindre del).
Blodplasma består till 90 procent av vatten, och dess funktion är att transportera flera viktiga ämnen som cellerna behöver samt de restprodukter som avges från cellerna, med undantag av koldioxid och syre (dock finns även något syre i plasma [3 ml per liter blod] som kan ökas vid inandning av 100 procent syre och ännu mer vid tryckkammarbehandling).
I blodplasman finns även speciella plasmaproteiner med olika funktioner. Immunglobuliner (antikroppar) och koagulationsproteiner är viktiga komponenter av blodplasma. Fibrinogen är ett annat protein som deltar vid koaguleringen av blodet.